# Раннштедт
Раннштедт (нім. Rannstedt) — громада в Німеччині, розташована в землі Тюрингія. Входить до складу району Ваймарер-Ланд.
Площа — 2,96 км2. Населення становить Невірний параметр metadata 16 071 077 ос. (станом на 31 грудня 2021).